# Samuel Darier
Pour les articles homonymes, voir Darier.
Samuel Darier est un architecte suisse né le 17 avril 1808 à Genève, où il meurt le 15 mai 1884.
Il est particulièrement actif à Genève et dans le canton de Vaud.

## Biographie
Issu d'une famille d'horlogers, Samuel Darier reçoit à Genève une formation en architecture chez Jean Jaquet et dans l'atelier de Samuel Vaucher, puis se rend à Paris pour y étudier de 1828 à 1833 à l'École des beaux-arts, dans l'atelier de Jean-Nicolas Huyot. Il y fait des études très honorables, accédant rapidement à la première classe et remportant trois premières mentions avec des projets pour une douane, pour une école des arts et manufactures, ainsi que pour un abattoir (1833-1834).
Darier poursuit sa formation lors d'un voyage en Italie, accompagnant les frères Seguin, qui construisent à Florence, en 1836-1837, deux ponts métalliques suspendus sur l'Arno. Il rentre à Genève en 1837.
Samuel Darier commence par se construire sa propre grande maison, à la rue de Chantepoulet, ouvre à Genève une école préparatoire où viennent se former des jeunes gens qui souhaitent tenter leur chance à l'École des Beaux-Arts et à l'École Centrale de Paris. Il obtient aussi quelques modestes commandes publiques, mais sa carrière est véritablement lancée par un riche industriel ayant fait fortune au Brésil, Auguste-Frédéric de Meuron, qui charge Darier de moderniser le château de Dully dans le canton de Vaud. Le jeune architecte a enfin l'occasion de s'illustrer par la réalisation d'un projet de grande envergure, impliquant le rhabillage complet, intérieur et extérieur, de deux corps de bâtiments historiques, l'un orné d'atours néogothiques, l'autre néoclassiques (1842-1846). Cette expérience lui vaudra sans doute aussi de se voir confier, en 1860, la restauration du château de Vufflens.
Dès lors, Darier construit à Genève en 1846-1847 la villa Moynier dans le style académique des Beaux-Arts, gagne en 1848 le concours pour l'agrandissement de la ville de Genève (mais son projet n'est pas exécuté) et, la même année appartient aux membres fondateurs de la Société des architectes de Genève. En 1861, il élève ce qui est aujourd'hui le Petit Palais en le revêtant d'un décor de style Renaissance, puis, en 1861-1873, bâtit, dans le goût de la Renaissance romaine, deux villas jumelles à la rue de l'Athénée/Cours de Bastions.
Membre du jury pour le concours de l'École polytechnique fédérale de Zurich, député au Grand Conseil, Darier est également membre fondateur du Club alpin suisse.
Le sculpteur Louis Dorcière a réalisé en 1837 une statue en pied de Samuel Darier (musée d'Art et d'Histoire de Genève).       

## Publications
- Quelques mots sur l'assainissement et l'agrandissement de la ville de Genève, Genève, 1865.